# Андріяшівсько-Гудимівський заказник
Андрія́шівсько-Гуди́мівський зака́зник — гідрологічний заказник загальнодержавного значення в Україні. Розташований у межах Роменського району Сумської області, на південь від села Глинськ, що на південний захід від міста Ромни.

## Опис
Площа 1509,6 га. Створений 1977 року. Перебуває у віданні: Роменська райдержадміністрація, ДП «Роменський агролісгосп» (Андріяшівське л-во, кв. 211, вид. 1, 4-5, 13, 25, 51, кв. 212, вид. 1-5, кв. 215, вид. 1-8).
Статус надано для збереження обводненого високотравного болота низинного типу з численними старицями в заплаві річки Сули. Значну частину площ займають хащі очерету і рогозу вузьколистого заввишки до 3 метрів. Тут зростають: частуха подорожникова, їжача голівка, омег водяний, лепеха тощо.
У центрі заказника — суходільний острів, порослий листяним лісом (дуб, у домішку — клен гостролистий, в'яз і липа). Особливо красивий ліс у червні під час цвітіння липи.
Багатий тваринний світ заказника. Тут виявлено 141 вид хребетних тварин. Основу фауни складають водно-болотяні і лісові види. У заказнику є 3 види тварин, занесені до Європейського Червоного списку: мінога українська, деркач і видра. Червоною книгою України охороняються мінога українська, горностай і видра. Серед червонокнижних птахів трапляється один вид — журавель сірий. У центральній частині заказника площу близько 3 га займає колонія чапель, у складі якої гніздується близько 40—50 пар сірої чаплі, близько 15 пар рудої і 10 пар великої білої. У заказнику будує свої гнізда грицик великий — рідкий на Сумщині вид куликів. Крім нього, з регіонально-рідкісних видів мешкають лебідь-шипун, гуска сіра, крячок чорний, шуліка чорний, плиска жовтоголова, бобер. Значну роль заказник відіграє в охороні місць нересту багатьох видів риб.

## Галерея

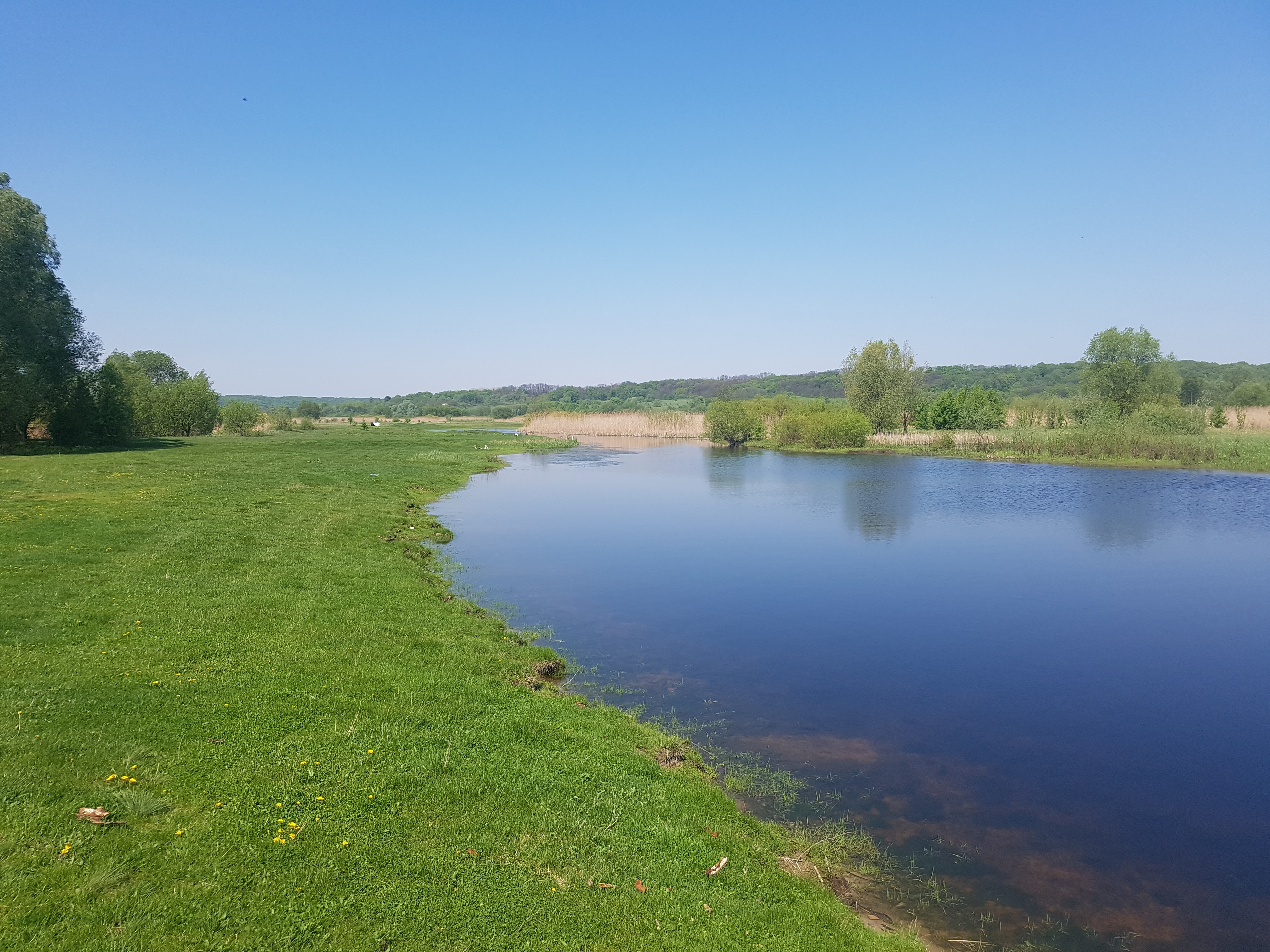
Річка Сула, біля села Гудими
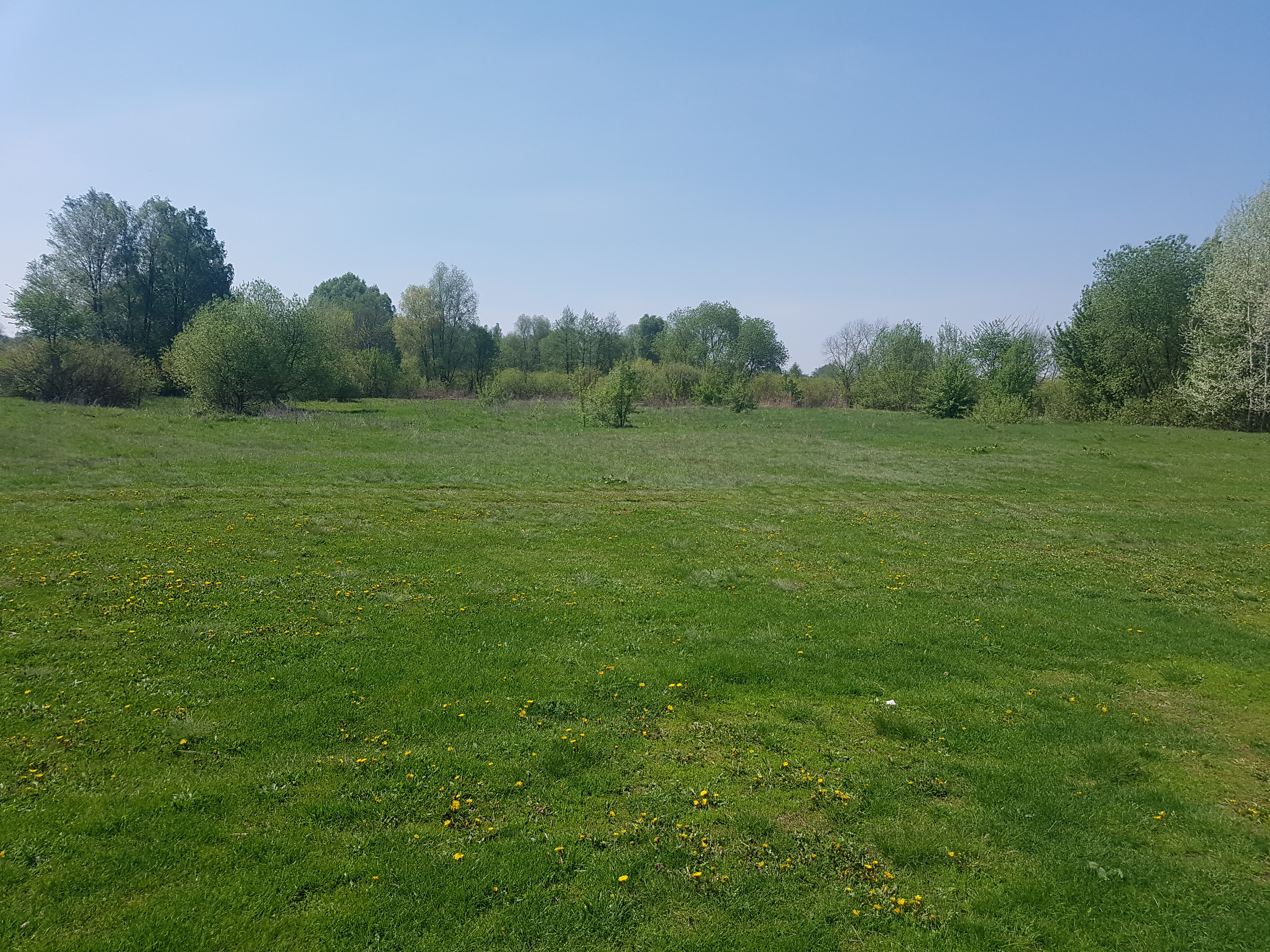
Андріяшівсько-Гудимівський заказник
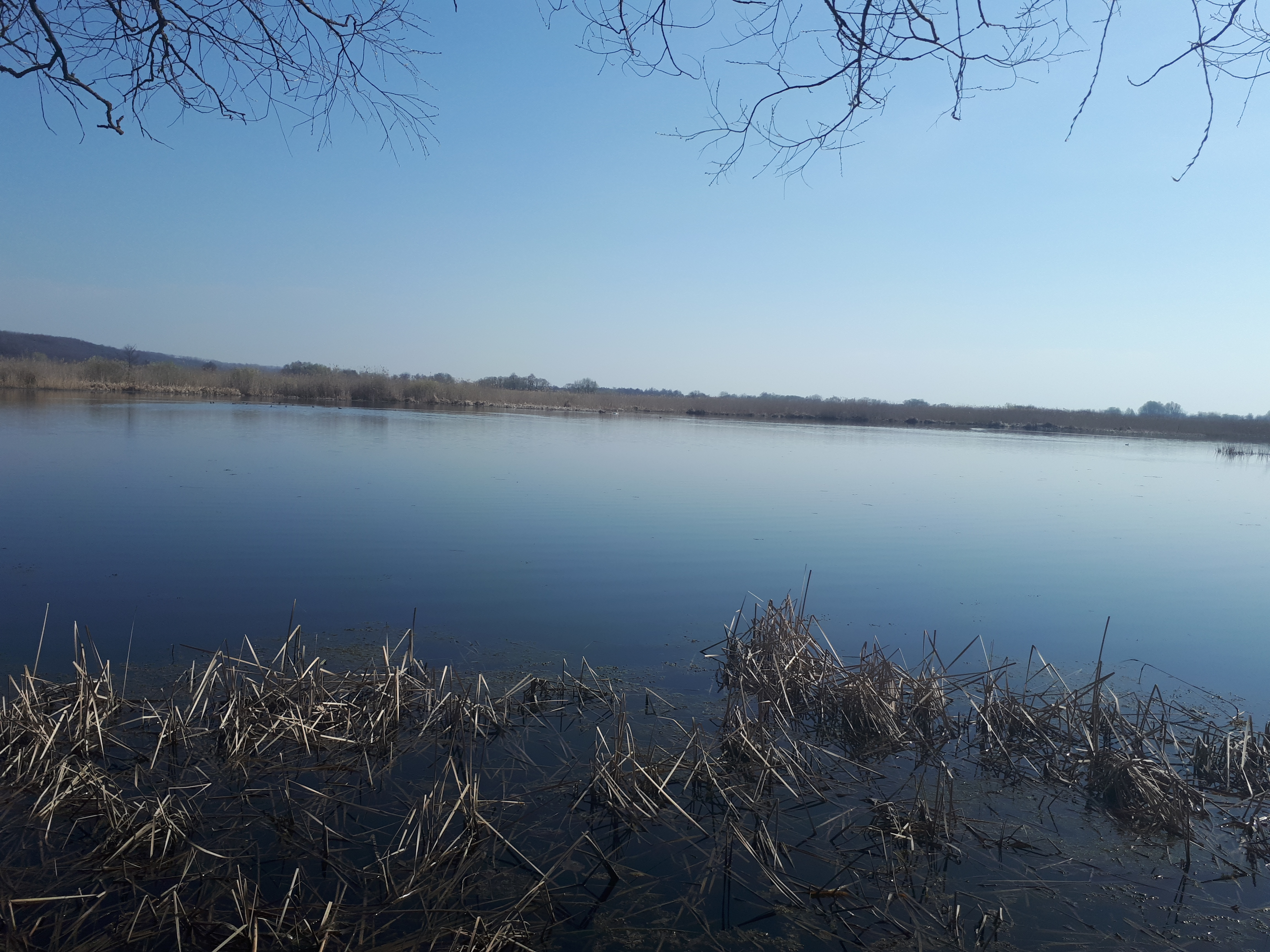
Андріяшівсько-Гудимівський заказник, заплава Сули